# Corte Spinosa
La Corte Spinosa è una storica corte lombarda di Porto Mantovano, in provincia di Mantova, situata alla periferia di Mantova. È una delle numerose residenze di campagna appartenute ai Gonzaga, signori di Mantova.
Fu edificata probabilmente agli inizi del XVI secolo per volere del duca di Mantova su disegno di Giulio Romano. Il complesso di edifici è costituito dalla villa padronale porticata, dal granaio e dal magazzino.
Nello stesso comune è situata Villa La Favorita, edificata tra il 1615 ed il 1624 dall'architetto ducale Nicolò Sebregondi per volere del duca Ferdinando Gonzaga.